# Biberkopf
Biberkopf – szczyt w Alpach Algawskich, części Alp Bawarskich. Leży na granicy między Austrią (Tyrol), a Niemcami (Bawaria). Szczyt można zdobyć drogą ze schroniska Rappenseehütte (2091 m).